# Kulturpreis und Ehrungen für besondere kulturelle Verdienste der Stadt Biel
Der Kulturpreis der Stadt Biel wird jedes Jahr an eine Person oder Organisation vergeben, die einen bemerkenswerten Beitrag im Bereich des kulturellen Schaffens geleistet hat. Der Gewinner sowie die so verliehene Arbeit müssen eine Verbindung zu Biel oder der Region haben. Der mit 10.000 Franken dotierte Kulturpreis wurde 1983 erstmals verliehen.
Gleichzeitig vergibt Biel eine oder mehrere Auszeichnungen für außergewöhnliche Verdienste im Kulturbereich an Personen oder Organisationen, die sich intensiv für das kulturelle Leben der Region engagiert haben. Eine Auszeichnung ist nicht mit einem Geldpreis verbunden.

## Kulturpreisträger- und Kulturpreisträgerinnen
- 1983 Jörg Steiner und Jörg Müller
- 1984  La Théâtrale de Bienne
- 1985 Peter Wyssbrod
- 1986 Hans Koch
- 1987 Jeanne Chevalier
- 1988 Andreas Urweider
- 1989 Clemens Klopfenstein
- 1990 Martin Ziegelmüller
- 1991 Benz Salvisberg
- 1992 Gertrud Schneider
- 1993 Heini Stucki
- 1994 Alvaro Bizzarri
- 1995 Jost Meier
- 1996 Erica Pedretti
- 1997 Christoph Borer
- 1998 Rolf Spinnler
- 1999 Heinz Peter Kohler
- 2000 La Grenouille
- 2001 Alfred Schweizer
- 2002 Hannah Külling
- 2003 Martin Schütz
- 2004 Susanne Daeppen
- 2005 Roland Donzé
- 2006 Urs Peter Schneider
- 2007 René Zäch
- 2008 Klaus Händl
- 2009 Ruedy Schwyn
- 2010 Lucien Dubuis
- 2011 Gian Pedretti
- 2012 Noëlle Revaz
- 2013 Pavel Schmidt
- 2014 Puts Marie
- 2015  Linus Bill + Adrien Horni
- 2016  Isabelle Freymond
- 2017 Rolf Hermann
- 2018 Lionel Friedli
- 2019 Haus am Gern
- 2020 Psycho‘n’odds
- 2021 strøm
- 2022 Kathrin Leuenberger (Figurentheater Lupine)
- 2023 Regina Dürig

- 2024 Nemo

## Ehrungen für besondere kulturelle Verdienste
- 1983 Marianne und Heinrich Spinner-Wyss
- 1984 Robert Aeschbacher
- 1985 Vital Epelbaum und Theo Krummenacher
- 1986 OGB / SOB
- 1987 Silvia Steiner
- 1988 Mario Bornhauser
- 1989 Francis Pellaton
- 1990 Jaques Dutoit
- 1991 Ingrid Ehrensperger
- 1992 Heinz F. Schafroth
- 1993 Paul Gerber
- 1994 Architekturforum Biel
- 1995  La Coupole
- 1996 Hans Dahler
- 1997 Res Balzli
- 1998 Theater für di Chlyne
- 1999 Violette Bangerter
- 2000 Andreas Meier
- 2001 Francis Siegfried (Bieler Fototage)
- 2002 Ernst Rieben
- 2003 Bernard Heiniger
- 2004 Urs Dickerhof
- 2005 Filmpodium Biel/Bienne und Filmgilde Biel
- 2006 Franziska Burgermeister
- 2007 Rudolf Hadorn
- 2008 Lokal-int
- 2009 Margrit Wick-Werder
- 2010 Stiftung Sammlung Robert
- 2011 Chor des Theater Orchesters Biel Solothurn (TOBS)
- 2012 Annelise Zwez
- 2013 Edi Aschwanden
- 2014 Daniel Schneider
- 2015 Pod'Ring
- 2016 Joli Mois de Mai (Visarte Biel/Bienne)
- 2017 Ear We Are!
- 2018 Stiftung Schweizer Plastikausstellung Biel
- 2019 plusQ'île Festival
- 2020 Verein Terrain Gurzelen
- 2021 die brotsuppe und edition clandestin
- 2022 Atomic Café
- 2023 Literaturcafé I Café Littéraire

- 2024 Musique des Jeunes de Bienne (MJB)